# Faruj Ruzimátov
Faruj Ruzimátov (transliterado en inglés Farukh Ruzimatov), Faruj Saduláievich Ruzimátov, en ruso (Фарух Садуллаевич Рузиматов), nacido el 26 de junio de 1963, en Taskent, Uzbekistán (entonces en la Unión Soviética), es un bailarín ruso, de etnia tártara. Formado en la prestigiosa Academia Vagánova de Ballet de Leningrado (hoy San Petersburgo), donde entró en 1973, graduándose en 1981, llegó a Bailarín principal del Teatro Kírov en 1986. Actualmente es el director artístico del Teatro Mijáilovski en San Petersburgo, desde 2007.
En su repertorio incluye los papeles de Alberto en Giselle, Solor en La bayadera, Ali en El corsario, Príncipe Desiré en La Bella Durmiente, el Príncipe en el Cascanueces, Sifrido en El lago de los cisnes, Basil en el Don Quijote, entre otros. Ha sido «artista principal invitado» en el American Ballet Theatre.

## Premios y distinciones
- Artista Emérito de Rusia (1995)
- Artista del Pueblo de Rusia (2000)
- Medalla de plata en el 6.º Concurso Internacional de Ballet de Varna (Bulgaria) (1983)
- Dipoma Especial de la Academia de Danza de París.
- Laureado con el Premio Báltico (conjuntamente con Diana Vishniova) (1998)
- Premio Benois de la Danse.

## Colaboraciones
- Con Julia Mahkalina en el Kírov, donde intervinieron en Giselle y La bayadera.
- Pareja de Larissa Lezhnina en el Kírov (1989) en La Bella durmiente.
- Solista en el Ballet Nacional de Holanda (1994).